# Thelepus nucleolata
Thelepus nucleolata är en ringmaskart som först beskrevs av Jean Louis René Antoine Édouard Claparède 1869.  Thelepus nucleolata ingår i släktet Thelepus och familjen Terebellidae. Inga underarter finns listade i Catalogue of Life.